# Micrathena parallela
Micrathena parallela là một loài nhện trong họ Araneidae.
Loài này thuộc chi Micrathena. Micrathena parallela được Octavius Pickard-Cambridge miêu tả năm 1890.